# Paxtonia
Paxtonia és una concentració de població designada pel cens dels Estats Units a l'estat de Pennsilvània. Segons el cens del 2000 tenia 5.254 habitants.

## Demografia
Segons el cens del 2000, Paxtonia tenia 5.254 habitants, 2.102 habitatges, i 1.462 famílies. La densitat de població era de 874,4 habitants/km².
Dels 2.102 habitatges en un 33,6% hi vivien nens de menys de 18 anys, en un 57,1% hi vivien parelles casades, en un 9,4% dones solteres, i en un 30,4% no eren unitats familiars. En el 25,4% dels habitatges hi vivien persones soles el 7,1% de les quals corresponia a persones de 65 anys o més que vivien soles. El nombre mitjà de persones vivint en cada habitatge era de 2,48 i el nombre mitjà de persones que vivien en cada família era de 3,01.
Per edats la població es repartia de la següent manera: un 25,6% tenia menys de 18 anys, un 6,5% entre 18 i 24, un 31,9% entre 25 i 44, un 25% de 45 a 60 i un 11% 65 anys o més.
L'edat mediana era de 37 anys. Per cada 100 dones de 18 o més anys hi havia 88,7 homes.
La renda mediana per habitatge era de 47.152 $ i la renda mediana per família de 55.045 $. Els homes tenien una renda mediana de 36.985 $ mentre que les dones 30.293 $. La renda per capita de la població era de 23.279 $. Entorn del 3,4% de les famílies i el 5,4% de la població estaven per davall del llindar de pobresa.

## Poblacions properes
El següent diagrama mostra les poblacions més properes.